# Теорема Тихонова
Якщо {\displaystyle (X_{1},\Gamma _{1}),(X_{2},\Gamma _{2})} — компактні топологічні простори, то простір добутку {\displaystyle X_{1}\times X_{2}} є компактним в топології добутку. Аналогічне твердження поширюється для довільної кількості множників.
Теорема доведена радянським математиком Андрієм Тихоновим в 1935 році.